# 関播
関 播（かん は、719年 - 797年）は、唐代の官僚・政治家。字は務元。本貫は衛州汲県。

## 経歴
天宝末年、進士に及第した。鄧景山が淮南節度使となると、関播は召し出されて従事となった。大理寺評事に累進し、右補闕に転じた。物の道理を語るの得意とし、仏教の教理に最も詳しかった。大暦年間、神策軍使の王駕鶴の妻の関氏が関播と同族であったことから、関播は王駕鶴に厚遇された。関播と王駕鶴の交際を元載に憎まれ、関播は河南府兵曹参軍として出された。数県を兼職して、いずれも統治の才能があることで知られた。陳少遊が浙東観察使・淮南節度使となると、関播は召し出されて判官となった。検校金部員外郎を経て、滁州刺史となった。大暦11年（776年）、李霊曜が汴梁で反乱を起こすと、陳少遊は自ら兵を率いて淮水上流に駐屯して、反乱軍の動きに備えた。関播は揚州の兵を改め調べて、その守備にあたった。大暦12年（777年）、楊綰と常袞が知政事（宰相）となると、関播は推薦を受けて都官員外郎となった。
大暦14年（779年）、徳宗が即位すると、湖南の山洞の中で王国良という者が人々を集めて反乱を起こした。関播は命を受けて湖南に赴き、反乱の宣撫にあたった。宣撫使をつとめて長安に帰ると、兵部員外郎に転じ、河中少尹をつとめた。
建中2年（781年）7月、関播は給事中に転じた。刑部侍郎に転じ、奉迎皇太后副使をつとめた。宰相の盧杞は関播が柔軟で、制度を変えようとしていることから、関播を推薦した。ほどなく吏部侍郎となり、刑部尚書に転じ、知刪定をつとめた。古今の名将10人を武成王廟に配享するのを廃止するよう請願し、徳宗に聞き入れられた。
建中3年（782年）10月、関播は銀青光禄大夫の位を受け、中書侍郎・同中書門下平章事（宰相）に任じられ、集賢殿崇文館大学士・修国史をつとめた。ときに国政は盧杞によって決裁され、関播はただ襟を正して気に入られるようにするばかりであった。大言壮語する者を好み、李元平・陶公達・張愻・劉承誡らとつきあい、李元平を推薦して汝州刺史とした。李元平はまもなく李希烈に捕らえられ、汝州も陥落したことから、陶公達らは任用されることがなかった。建中4年（783年）、徳宗が奉天に避難すると、関播は盧杞らとともに従った。盧杞や白志貞らは宰相を罷免されたが、関播はなお知政事にとどまったので、内外の非難を浴びた。興元元年（784年）、宰相から退任し、刑部尚書となった。
貞元4年（788年）、回紇が唐に和親を求めると、徳宗は咸安公主を武義成功可汗のもとに降嫁させることにした。関播は刑部尚書のまま、検校尚書右僕射を加えられ、御史大夫を兼ね、節を持って咸安公主を回紇に送り、武義成功可汗を汨咄禄長寿天親毘伽可汗に冊立する使節をつとめた。帰国すると、兵部尚書とされたが、病を理由に固辞した。官の辞職を願い出て、太子少師として致仕した。貞元13年（797年）1月、死去した。享年は79。太子太保の位を追贈された。

## 伝記資料
- 『旧唐書』巻130 列伝第80
- 『新唐書』巻151 列伝第76